# 曼蘇爾·本·扎耶德·阿勒納哈揚
谢赫曼蘇爾‧本‧扎耶德‧阿勒納哈揚（阿拉伯语：منصور بن زايد آل نهيان，Mansour bin Zayed bin Sultan Al Nahyan，1970年11月20日—），阿拉伯聯合大公國副总统、副总理和阿布扎比酋长国王室成員。他是阿联酋国父扎耶德·本·苏尔坦·阿勒纳哈扬的儿子，同胞兄弟包括阿联酋總統穆罕默德。

## 生平
曼蘇爾也是一名商人，在維珍銀河等公司拥有股份。他旗下的阿布扎比聯合財團在2008年收购了经营曼徹斯特城足球會等球会的城市足球集團。
曼蘇爾於1989年以英語學生的身份就讀聖塔芭芭拉城市學院。他畢業於阿拉伯聯合酋長國大學，並於1993年獲得國際事務學士學位。

## 頭銜
- 谢赫曼蘇爾‧本‧扎耶德‧阿勒納哈揚殿下（His Highness Sheikh Mansour bin Zayed Al Nahyan）

## 榮譽
- 英国
  -  大英帝國名譽爵級司令勳章 (Honorary Knight Commander of The Most Excellent Order of the British Empire)